# Championnat du Liban de football 2025-2026
Navigation
Lebanese Premier League 2024-2025 Lebanese Premier League 2026-2027
La saison 2025-2026 de Lebanese Premier League est la 64e édition du Championnat du Liban de football. 
Le Al Ansar FC est le tenant du titre après avoir remporté pour la 15e fois la compétition alors que le Jwaya SC et le Al Mabarra Club, rejoignent ce niveau de la compétition.

## Réglement
La Lebanese Premier League 2025-2026 est composé de douze clubs qui s'affrontent tous lors d'une seule confrontation. Les six premiers s'affrontent alors à nouveau à trois reprises entre eux ainsi que les six derniers. Le champion est l'équipe du premier groupe qui obtient le plus grand nombre de points après les 26 journées de championnat. À la fin de la compétition, le champion se qualifie pour la Challenge League 2026-2027 et les deux derniers du second groupe sont relégués en Lebanese Second Division l'année suivante. 
Le classement est calculé avec le barème de points suivant : une victoire vaut trois points, le match nul un. La défaite ne rapporte aucun point.
À égalité de points, les critères de départage sont les suivants :
1. Plus grand nombre de points dans les confrontations directes ;
2. Plus grande différence de buts dans les confrontations directes ;
3. Plus grande différence de buts générale ;
4. Plus grand nombre de buts marqués ;
5. Classement du fairplay.

Les règles 1 et 2 de départage des clubs lors des rencontres disputées entre eux ne peuvent s’appliquer que si les deux matchs les ayant opposés ont été joués.

## Participants
L'édition 2025-2026 est la 20e édition à douze équipes, les deux promus de Lebanese Second Division sont le Jwaya SC et le Al Mabarra Club. Ces deux clubs remplacent les deux clubs relégués la saison précédente, le Shabab Baalbek SC et le Chabab SCG.
| Club               | Ville           | Classement 2024-2025 | Stade                       | Capacité |
| ------------------ | --------------- | -------------------- | --------------------------- | -------- |
| Al Ansar FC        | Beyrouth        | 1er                  | Ansar Stadium               |          |
| Safa SC            | Beyrouth        | 2e                   | Safa Stadium                | 4 000    |
| Al Ahed FC         | Beyrouth        | 3e                   | Al Ahed Stadium             | 2 000    |
| Nejmeh SC          | Beyrouth        | 4e                   | Rafic Hariri Stadium        | 5 000    |
| CS La Sagesse      | Beyrouth        | 5e                   | Sin El Fil Stadium          |          |
| Tadamon SCT        | Tyr             | 6e                   | Sour Municipal Stadium      | 6 500    |
| Bourj FC           | Bourj el-Brajné | 7e                   | Bourj el-Brajné Stadium     | 1 500    |
| Shabab Al Sahel FC | Beyrouth        | 8e                   | Shabab Al Sahel Stadium     |          |
| RC Beyrouth        | Beyrouth        | 9e                   | Fouad Chehab Stadium        | 5 000    |
| Al Riyadi AAC      | Al-Aabbassiyah  | 10e                  | Abbass Kazem Nasser Stadium |          |
| Jwaya SC           | Jwaya           | 1er                  | Abbas Kazem Nasser Stadium  |          |
| Al Mabarra Club    | Beyrouth        | 2e                   | Al Mabarra Stadium          | 10 000   |

Légende des couleurs
- Phase de groupe de la Challenge League 2025-2026
- Promu de la Lebanese Second Division 2024-2025

| \| Nejmeh SC Al Ansar FC Al Ahed FC Safa SC Bourj FC RC Beyrouth Shabab Al Sahel FC CS La Sagesse Al Mabarra Club Al Riyadi AAC Tadamon SCT Jwaya SC \| Localisation des clubs engagés dans le championnat. |
| Nejmeh SC Al Ansar FC Al Ahed FC Safa SC Bourj FC RC Beyrouth Shabab Al Sahel FC CS La Sagesse Al Mabarra Club Al Riyadi AAC Tadamon SCT Jwaya SC                                                           |

## Compétition

### Première Phase
| Rang | Équipe             | Pts | J | G | N | P | Bp | Bc | Diff |
| ---- | ------------------ | --- | - | - | - | - | -- | -- | ---- |
| 1    | Al Ahed FC         | 0   | 0 | 0 | 0 | 0 | 0  | 0  | 0    |
| 2    | Al Ansar FC T      | 0   | 0 | 0 | 0 | 0 | 0  | 0  | 0    |
| 3    | Bourj FC           | 0   | 0 | 0 | 0 | 0 | 0  | 0  | 0    |
| 4    | Jwaya SC P         | 0   | 0 | 0 | 0 | 0 | 0  | 0  | 0    |
| 5    | Al Mabarra Club P  | 0   | 0 | 0 | 0 | 0 | 0  | 0  | 0    |
| 6    | Nejmeh SC          | 0   | 0 | 0 | 0 | 0 | 0  | 0  | 0    |
| 7    | RC Beyrouth        | 0   | 0 | 0 | 0 | 0 | 0  | 0  | 0    |
| 8    | Al Riyadi AAC      | 0   | 0 | 0 | 0 | 0 | 0  | 0  | 0    |
| 9    | Safa SC            | 0   | 0 | 0 | 0 | 0 | 0  | 0  | 0    |
| 10   | CS La Sagesse      | 0   | 0 | 0 | 0 | 0 | 0  | 0  | 0    |
| 11   | Shabab Al Sahel FC | 0   | 0 | 0 | 0 | 0 | 0  | 0  | 0    |
| 12   | Tadamon SCT        | 0   | 0 | 0 | 0 | 0 | 0  | 0  | 0    |

| Légende : Qualifications et relégations | Légende : Qualifications et relégations                    |
| --------------------------------------- | ---------------------------------------------------------- |
|                                         | Qualification pour la phase finale                         |
|                                         | Qualification pour la phase de relégation                  |
|                                         | T : Tenant du titre P : Promus de Lebanese Second Division |

### Deuxième phase
Seulement la moitié des points acquis en première phase sont reconduit en seconde phase.
| Rang | Équipe | Pts | J | G | N | P | Bp | Bc | Diff |
| ---- | ------ | --- | - | - | - | - | -- | -- | ---- |
| 1    |        | 0   | 0 | 0 | 0 | 0 | 0  | 0  | 0    |
| 2    |        | 0   | 0 | 0 | 0 | 0 | 0  | 0  | 0    |
| 3    |        | 0   | 0 | 0 | 0 | 0 | 0  | 0  | 0    |
| 4    |        | 0   | 0 | 0 | 0 | 0 | 0  | 0  | 0    |
| 5    |        | 0   | 0 | 0 | 0 | 0 | 0  | 0  | 0    |
| 6    |        | 0   | 0 | 0 | 0 | 0 | 0  | 0  | 0    |

| Légende : Qualifications et relégations | Légende : Qualifications et relégations                    |
| --------------------------------------- | ---------------------------------------------------------- |
|                                         | Phase de groupe de la Challenge League 2026-2027           |
|                                         | T : Tenant du titre P : Promus de Lebanese Second Division |

| Rang | Équipe | Pts | J | G | N | P | Bp | Bc | Diff |
| ---- | ------ | --- | - | - | - | - | -- | -- | ---- |
| 7    |        | 0   | 0 | 0 | 0 | 0 | 0  | 0  | 0    |
| 8    |        | 0   | 0 | 0 | 0 | 0 | 0  | 0  | 0    |
| 9    |        | 0   | 0 | 0 | 0 | 0 | 0  | 0  | 0    |
| 10   |        | 0   | 0 | 0 | 0 | 0 | 0  | 0  | 0    |
| 11   |        | 0   | 0 | 0 | 0 | 0 | 0  | 0  | 0    |
| 12   |        | 0   | 0 | 0 | 0 | 0 | 0  | 0  | 0    |

| Légende : Qualifications et relégations | Légende : Qualifications et relégations |
| --------------------------------------- | --------------------------------------- |
|                                         | Relégation en Lebanese Second Division  |

## Bilan de la saison
| Championnat du Liban de football 2025-2026 |
| Champion                                   |
| Qualifications continentales               |
| Challenge League                           |
| Promotions et relégations                  |
| Promus en Lebanese Premier League          |
| Relégués en Lebanese Second Division       |